# Burkhardtsdorf
Burkhardtsdorf – gmina w Niemczech, w kraju związkowym Saksonia, w okręgu administracyjnym Chemnitz, w powiecie Erzgebirgskreis, siedziba wspólnoty administracyjnej Auerbach-Burkhardtsdorf-Gornsdorf.